# Lugnacco
Lugnacco (Lugné in piemontese) è un municipio di 346 abitanti del comune di Val di Chy, nella città metropolitana di Torino, in Piemonte.
Fino al 31 dicembre 2018 ha costituito un comune autonomo, che confinava con i comuni di Alice Superiore, Castellamonte, Castelnuovo Nigra, Fiorano Canavese, Loranzè, Meugliano, Parella, Pecco, Quagliuzzo e Vistrorio. Dal 1º gennaio 2019 si è fuso con i comuni di Alice Superiore e Pecco per dare vita al nuovo comune di Val di Chy.

## Geografia fisica
Si trova in Val Chiusella; è situato nel vallone di Chy in un ambiente naturale ricco di pascoli, di boschi e di vigneti terrazzati che scendono verso Loranzè.

Il nucleo dell'antico abitato con la "Cappella del Carmine" e la "Torre Campanaria" che si ergono a fianco di vetuste cascine, con ballatoi in legno ed archi in pietra intonacata, parla di un paese ricco di storia.

Contrastano con l'antico nucleo abitativo le case moderne e le rare costruzioni industriali sorte fuori dal paese.

## Storia

### Simboli
Lo stemma e il gonfalone erano stati concessi con decreto del presidente della Repubblica del 22 marzo 2010.
Il gonfalone era un drappo partito di rosso e di azzurro.

## Monumenti e luoghi d'interesse

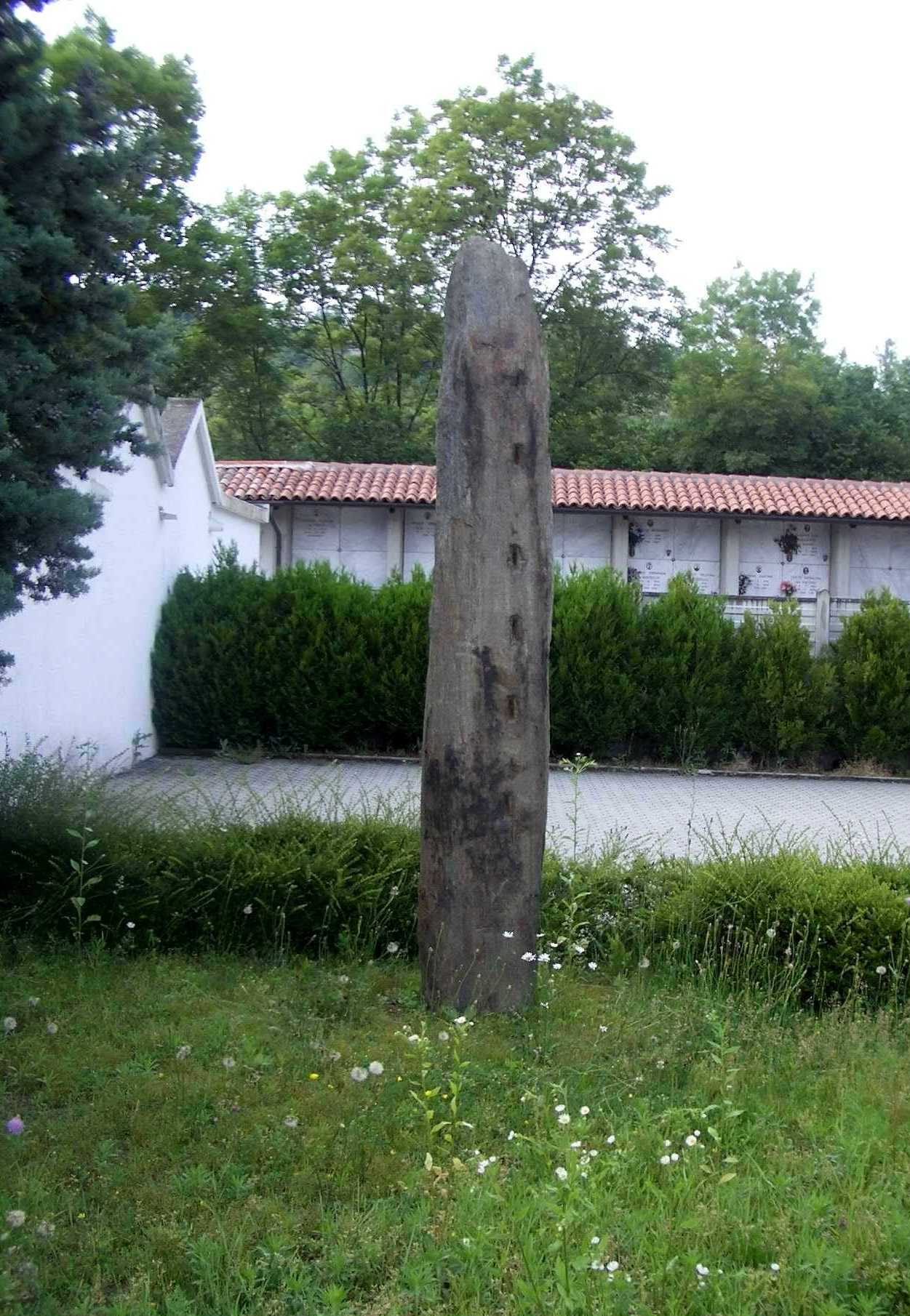
Il menhir di Lugnacco

La principale testimonianza storica, di una comunità che nel periodo medievale doveva rivestire una certa importanza, è costituita dalla chiesa parrocchiale della Purificazione di Maria Vergine, posta a breve distanza dall'abitato, quasi un avamposto nella direzione di Vistrorio.
Si tratta del luogo di culto più antico della Valchiusella, realizzato verosimilmente sui resti di un tempio pagano.
Il campanile romanico in pietra, che sporge dalla superficie della facciata ed attraverso il quale –con soluzione architettonica singolare, simile ai "clochers-porche" francesi - si incunea lo stretto portale che dà accesso alla chiesa, risale all'XI secolo.
La presenza di preesistenti culti pagani è stata confermata dalla identificazione, nei pressi del cimitero posto a ridosso dell'abside della antica parrocchiale, di un menhir risalente almeno all'età del bronzo.
Il singolare monolite di gneiss (lungo 3,85 metri, per una circonferenza di base pari a 1,20 metri ed un peso di circa 1,8 tonnellate) è segnato da regolari intagli longitudinali e la sua forma affusolata rivela la probabile connessione ad un qualche culto fallico ed a riti di propiziazione della fertilità.

Esso è stato recentemente infitto verticalmente nel terreno di fronte al cimitero, in quella che fu verosimilmente la sua collocazione originaria.

Territorio dell'ex comune di Lugnacco nella città metropolitana di Torino.

## Società

### Evoluzione demografica
Abitanti censiti

## Amministrazione
Il 27 maggio 2018 gli abitanti di Alice Superiore, Pecco e Lugnacco sono stati chiamati alle urne per votare la fusione dei tre comuni nel nuovo comune di Val di Chy . I "Sì" hanno prevalso con oltre il 67% dei voti.
Di seguito è presentata una tabella relativa alle amministrazioni che si sono succedute nell'ex comune.
| Periodo        | Periodo          | Primo cittadino            | Partito                            | Carica  | Note  |
| -------------- | ---------------- | -------------------------- | ---------------------------------- | ------- | ----- |
| 14 giugno 1985 | 7 giugno 1990    | Antonio Buratto            | -                                  | Sindaco | [ 7 ] |
| 7 giugno 1990  | 24 aprile 1995   | Antonio Buratto            | Partito Comunista Italiano         | Sindaco | [ 7 ] |
| 24 aprile 1995 | 14 giugno 1999   | Antonio Buratto            | Partito Democratico della Sinistra | Sindaco | [ 7 ] |
| 14 giugno 1999 | 14 giugno 2004   | Antonio Buratto            | centro-sinistra                    | Sindaco | [ 7 ] |
| 14 giugno 2004 | 8 giugno 2009    | Giovanni Perassa           | centro-sinistra                    | Sindaco | [ 7 ] |
| 8 giugno 2009  | 26 maggio 2014   | Giovanni Perassa           | lista civica                       | Sindaco | [ 7 ] |
| 26 maggio 2014 | 31 dicembre 2018 | Giacomo Battista Marchetti | lista civica: unità e progresso    | Sindaco | [ 7 ] |

### Altre informazioni amministrative
Il comune faceva parte della Comunità montana Val Chiusella, Valle Sacra e Dora Baltea Canavesana.